# Reserva Natural de Komandorski
La Reserva Natural de Komandorski (rus: Командо́рский госуда́рственный биосфе́рный запове́дник) és una zapovednik (reserva natural) situada a les illes del Comandant, al krai de Kamtxatka, Rússia.
La superfície total de la reserva és de 3.648.679 ha (36.648 km²) de les quals 2.177.398 ha (21.774 km²) són zones coixí marines. El territori terrestre inclou la major part de l'illa de Bering, tota l'illa de Medni, així com tretze illes i roques més petites. Va ser creat el 1993 per protegir els diversos ecosistemes de les illes del Comandant i les aigües marines circumdants de la mar de Bering i el nord de l'oceà Pacífic. El 2010, la reserva va rebre el nom de S. V. Marakov, biòleg, zoòleg, fotògraf d'animals i investigador rus, defensor de les illes del Comandant.
A causa del seu aïllament i l'alta productivitat de la mar de Bering i la plataforma continental del Pacífic, la reserva destaca per la seva gran diversitat de vida animal. És un refugi per a més d'un milió d'ocells marins, diversos centenars de milers d'ossos marins septentrionals, diversos milers de lleons marins de Steller, foques comunes i foques tacades, una població sana de llúdriga marina, uns 21 espècies de dues rares espècies de balenes, dues rares subespècies endèmiques de guineu àrtica i moltes aus migratòries amenaçades o en perill d'extinció, com el cigne cantaire, l'èider de Steller i el pigarg de Steller. A més, es tracta d'un esglaó biogeogràficament únic entre la flora i la fauna asiàtiques i nord-americanes. Els hiverns hi són relativament suaus, amb estius frescos. La duració mitjana del període lliure de glaçades és de 127 a 140 dies.
La pesca està totalment prohibida dins dels 50 km de la zona coixí que envolta la reserva.
Un altre propòsit addicional de la reserva és l'afavoriment del desenvolupament sostenible ecològicament i cultural de l'únic assentament habitat de les Illes del Comandant, el poble de Nikolskóie (amb una població de 676 habitants el 2020). Al territori de la reserva hi ha objectes de patrimoni històric i cultural, com el lloc on Vitus Bering va realitzar una expedició entre el 1741 i el 1742, on hi ha la tomba de Bering.
El lloc està essent preparant per a ésser inscrit a la Llista del Patrimoni de la Humanitat.